# Tested
Tested je šestnáctá epizoda páté série amerického televizního hudebního seriálu Glee a v celkovém pořadí stá čtvrtá epizoda tohoto seriálu. Scénář napsali Russel Friend a Garrett Lerner, epizodu režíroval Paul McCrane a poprvé se vysílala ve Spojených státech dne 15. dubna 2014 na televizním kanálu Fox.

## Obsah epizody
Testy Artie Abramse (Kevin McHale) dopadnou pozitivně na chlamydii a je nucen říct to všem svým sexuálním partnerům. Na rande je velmi nervózní a řekne dívce, že nechce mít sex nejméně sedm až deset dní, aby zjistil, jestli mu budou fungovat antibiotika. Později se ji Artie přizná o svém onemocnění, ale ona je více naštvaná na dívky, od kterých to pravděpodobně chytil, řekne mu že je blázen a opustí ho.
Blaine Anderson (Darren Criss) a Kurt Hummel (Chris Colfer) se od sebe začínají vzdalovat, když Kurt začne více cvičit a Blaine se díky tomu začne cítit nejistě. Kurt brzy zjistí, že Blaine navštěvuje webovou stránku "Frat Boy Physicals". Následující den na kurzu šermu oba zpívají "Love is a Battlefield", než ho Kurt zlostně napadne. Později se Blaine přizná, že teď, když Kurt začíná měnit svou osobnost a vizáž, se cítí nejistě, ale Kurt ho ujišťuje, že s ním stále bude a řekne mu, že by měli být upřímní k tomu druhému.
Mercedes Jones (Amber Riley) si klade otázku, zda chce přijít o panenství se Samem Evansem (Chord Overstreet). Mercedes jde do kostela, kde se modlí a dojde k závěru, že počká do doby, než se vdá. To zkomplikuje věci pro Sama. Později vyzdobí Mercedesin pokoj se svíčkami a řekne jí, že může žít bez sexu, ale nemůže žít bez ní.
Během epizody se Mercedes svěří Rachel Berry (Lea Michele) ohledně sexu. Rachel jí řekne, že během jejího poprvé s Finnem Hudsonem (Cory Monteith) oba velice milovali toho druhého. Později se Mercedes zeptá Rachel, jestli začne opět s někým chodit a Rachel ji odpoví, že stále čeká, až bude připravená.

## Seznam písní
- "Addicted to Love"
- "I Want to Know What Love Is"
- "Love is a Battlefield"
- "Let's Wait Awhile"

## Hrají
| Chris Colfer     | Kurt Hummel     |
| Darren Criss     | Blaine Anderson |
| Kevin McHale     | Artie Abrams    |
| Lea Michele      | Rachel Berry    |
| Chord Overstreet | Sam Evans       |